# 群星 (游戏)
《群星》是一个4X大战略战争游戏，由Paradox Interactive开发并发行。《群星》的游戏内容包含了太空探索、管理帝国以及与其他具有星际航行能力的文明的外交和战争等元素。2016年5月9日，《群星》在全世界发布，可运行的平台包含Microsoft Windows、OS X和Linux，随后开发商为PS4以及Xbox One提供了支持。

## 游戏内容
《群星》是一个可暂停的即时大战略游戏，背景设定于2200年的太空。玩家的主要任务是操控舰船、探索星系、研发科技、拓展帝国并最终取得胜利。此外，玩家还可以与其他国家通过建立联盟，签订贸易协定或者是派出间谍等方式展开外交。而游戏内的战斗更侧重于大局、战前准备和战略规划。
游戏开始时，玩家需要对这局游戏进行初始设定，开局后不可修改，设定内容包括选择种族、种族母星、政府制度及思潮、难度（体现在AI或玩家是否有产出加成等）、超空间航路密度、保底宜居星球数、银河系形状和星系数、文明分布状态、帝国数、高级帝国（即开局时就有一定规模、发展早而更为强大的帝国）数、失落帝国数、中期事件开始时间、末期事件开始时间、胜利时间、天灾强度、AI侵略性、跨物种杂交、行商限制和铁人模式（开启后不可自由读档，不可作弊，只有在铁人模式且不修改游戏文件的情况下才能获得游戏成就）等。种族的科技特点在2.0版本被取消，目前超空间引擎作为游戏开始时唯一选择，初始武器类型目前也已经被移除，玩家可以根据自己的喜好选择武器类型作为研发方向。选择外星种族只是在外观上体现着不同，并且任何种族都可以使用任何类型的飞船设计。但玩家首先需要拥有此种族风味拓展包。
游戏开始时，玩家只控制了母星系内的一颗行星（即玩家的母星）、一支由三条护卫舰构成的舰队、一个恒星基地、一艘工程船和一艘科研船。游戏早期的主要任务是探索、扩张、殖民，中期则主要是外交和帝国的管理，或是抵抗游戏中期危机，后期则是达成游戏目标，例如组建联邦、消灭对手、抵抗天灾（蟲族、高维入侵、肃正协议）或者化身成为天灾、征服整个星系。在游戏中通过探索可以发现银河系内的先驱者文明、各种各样的特异点事件、发现未能发展出超光速航行能力的文明、甚至是没有进化出智慧的原始生物。
从玩家设定的游戏末期开始时间后的第五十年后，就有可能发生天灾。天灾分为三种，且一局游戏只会爆发一次、一种天灾。例如因发展人工智能而引起宇宙文明清理系统关注和执行清理行动、研发新式超光速航行方式而引起外维度的入侵、或银河之外的有机宇宙生物的入侵，其中的前两者会因有帝国发展危险科技而更容易引发。而原先的人工智能叛变则成为清理宇宙文明危机的前奏，該系統會發出信號影響帝國裡面的機器人以及合成人，对机械文明会造成重大影响。

### 探索
在游戏开始后，玩家的主要任务是探索周围的星系，探索并勘测完成的星系才可以进行占领、殖民，同时，玩家在探索过程中可能会遇到随机的意外事件，与其他星际文明相遇，或遇到太空生物与罕见的史前遗迹。

#### 勘测
玩家在探索中首先要做的就是勘测临近星系，勘测由一艘载有科学家的科研船完成，勘测完成后的星系才可以占领或殖民。
在勘测过程中，玩家可能会发现太空异常或遭遇各种太空生物。

#### 太空生物
在探索中，玩家可能遭遇一些太空生物，太空生物有普通和罕见两大类。普通生物每种都可能多次遭遇，罕见生物每种都只可能出现一个。
普通生物：
- 太空变形虫

- 晶状生命体

- 远古采矿无人机

- 虚空之云

- 缇杨奇太空鲸

- 海盗

- 星系游牧民

- 灰蛊舰队

- 飞地

罕见生物：
- 以太巨龙

- 噬星者

- 全自动无畏舰

- 位面之魇

- 怨灵

- 无尽神机

- 神秘堡垒

- 蜂巢小行星

- 远古拾荒机器人

- 虚空孳孽

- 缇杨奇女族长

- 腐化灵体

- 裂爪巨龙

- 神秘容器

- 行商舰队

- 天龙

- 毒圣

- 停战倡议组织

### 发展
玩家在探索星域、收集资源的同时，需要不断研发科技，以推动自己的帝国不断发展。玩家也可以向已经探索的星域建设前哨以扩大疆域，并可向疆域内的宜居星球殖民。

#### 资源
和大部分游戏一样，玩家在群星中也需要收集资源用于发展。游戏中的资源分为基础资源和稀有资源。基础资源例如电力、矿物、消费品等通过在疆域内开采和生产就可以得到；稀有资源则较为稀少，开采或生产也需要一定的科技，而如纳米机器人这种稀有资源则需要玩家探索打开L-星门的方式并进入L-星团内开采才能获得。

#### 研发科技
玩家通过研发科技提高自身整体实力，解锁新功能。游戏中一共有物理、社会、工程三大类科技，使用不同的政策，与其他友好国家或城邦签署协议，或使用不同专长的科学家领导研发，都会影响科技的研发速度。

#### 扩张与殖民
玩家在勘测完毕一个星系后，可以建立前哨站以占领星系。
在占领星系后，可以向星系中的宜居星球殖民。游戏中一共有15种宜居星球
- 干燥型：沙漠星球、干旱星球、草原星球
- 湿润型：热带星球、大陆星球、海洋星球
- 寒冷型：苔原星球、极地星球、高山星球
- 完美型：盖亚星球、都市星球、遗落星球
- 其他：剧毒星球、死寂星球、蜂巢星球、机械星球

此外，玩家若得到或建设了环世界或轨道居住站，也可以向此类人工建成的巨构建筑殖民，其效果等同于宜居星球。

#### 舰队
玩家可以在拥有船坞模块的太空基地中生产战舰并组建舰队，用于防御国土、清除太空生物和发动战争。除了初始战舰以外，不同类型的战舰和战舰所搭载的武器，都需要研发科技或研究异常点来解锁。
战舰类型：
- 护卫舰
- 掠襲艇（太空海盜專屬）
- 驱逐舰
- 巡洋舰
- 護航艦（墮落帝國/覺醒帝國專屬）
- 战列舰
- 加百列戰船（太空海盜專屬）
- 戰列巡洋艦（墮落帝國/覺醒帝國專屬）
- 泰坦
- 失落泰坦（墮落帝國/覺醒帝國專屬）
- 巨像
- 主宰
- 焚天神兵

#### 巨构建筑
在发展后期，玩家在解锁超凡飞升并研发相应科技后，可开展巨构建筑的建设，巨构建筑一般都需要耗费极长的建造时间，但建设完成后也会给予极高的回报。
| 巨构建筑名称 | 用途                                                                                           |
| ------------ | ---------------------------------------------------------------------------------------------- |
| 环世界       | 环绕恒星的巨型人造环形世界，总是拥有100%的宜居度，是理想的殖民地。                             |
| 戴森球       | 包裹恒星的巨型电力生产设施，但会使所在星系的所有非气态巨行星的行星变为冰封星球或荒芜星球。     |
| 轨道居住站   | 功能类似于环世界，但尺寸较小，宜居度略低于星环世界，但胜在可以在任一行星之上建设。             |
| 哨兵阵列     | 强大的探测机器，升级到最高形态后能够获得大量情报加成并观测到整个银河系的任何活动。             |
| 科学枢纽     | 漂浮在轨道上的科研中心，提供巨量科研点数以及科研速度加成。                                     |
| 星门         | 穿越空间的人造奇点，星门拥有者可以在任意两个星门之间迅速穿梭。                                 |
| 巨型艺术设施 | 提供凝聚力和大量舒适度。                                                                       |
| 星际集会     | 提升星海共同体内的外交权重并增加特使。                                                         |
| 战略指挥中心 | 为舰队指挥上限等军事数据提供巨大加成。                                                         |
| 物质解压器   | 只能建设在黑洞上，生产巨量的矿物资源。                                                         |
| 巨型船坞     | 一个拥有大量船坞、可以同时批量制造战舰的巨型军事设施。                                         |
| 以太相引擎   | 以太相引擎，其目的在于撕开本位面和虚境之间的屏障，完全升级完成后直接赢得游戏。                 |
| 星环基地     | 在已被殖民的行星上建设，可以为行星提供加成。                                                   |
| 超空间中继器 | 在星系重力井外建设，可以省去舰船在重力井内航行的时间，通过法令可以使拥有中继器的星系获得加成。 |
| 量子弹弓     | 只能建设在中子星系或脉冲星系内，可以使舰队在较大范围内快速跃迁。                               |

### 文明
除了玩家的帝国以外，银河系中还有其他电脑控制的文明在自行扩张和发展。一般情况下，玩家的文明发展水平与他们相差无几，在探索中可能与他们相遇，可以与他们结盟、开展贸易或发生战争。但玩家也可能遇到未进入太空时代的原始文明，以及科技实力远远超过普通文明的失落帝国。

#### 前F文明
前FTL文明（即前超光速文明）是一些只居住在自己的母星上，尚未能够进行星际旅行的文明。玩家发现他们时，他们可能处在石器时代到太空时代早期之间任一时代。
玩家在发现前FTL文明后，可以选择征服或者在行星上建立观测站。前FTL文明基本无力抵挡任何星际文明的征服，并成为征服者文明的一部分。征服前FTL文明的行星后，该行星会获得“星际文化冲击”修正，在10年内该星球的稳定性-20%，资源产出-33%，来自人口的规模-50%。玩家也可以选择在行星上建立观测站，对前FTL文明进行观测，获得研究点数，并在发生特定事件后获得“领悟”。进行观测时，有概率发生事件提高前FTL文明的觉醒度，使其意识到其他文明的存在。若玩家设定的政策允许，玩家可以对前FTL文明宣誓存在，这将立即将前FTL文明的觉醒度提升至“完全觉醒”。此时玩家可以与前FTL文明进行外交、签订商贸协定并提供科技与社会指导。此外，无论觉醒度如何，玩家均可以在在前FTL文明中建立间谍网，进行谍报活动。
前FTL文明将会随着时间的发展不断进步。根据当时代和其觉醒度，进入下一个时代需要以下年数：
|                       | 完全未觉醒 | 低  | 部分觉醒 | 高 | 完全觉醒 |
| --------------------- | ---------- | --- | -------- | -- | -------- |
| 石器时代 - 中世纪晚期 | 160        | 120 | 80       | 70 | 60       |
| 文艺复兴时代-机器时代 | 80         | 70  | 60       | 50 | 40       |
| 原子时代 -发现FTL技术 | 40         | 36  | 32       | 29 | 26       |

处于原子时代的前FTL文明每50年就有概率爆发核战争，若该文明有和平主义或者极端和平主义的思潮，爆发核战争的概率为0.8%，否则为50.4%。爆发核战争后，前FTL文明所在的星球会变为死寂星球，文明会退回至石器时代或者灭亡。
处于太空时代早期的文明则有概率爆发机械叛乱，文明所在星球上会爆发该文明与机器人的陆军战争。若机器人取得胜利，玩家会失去该文明所在恒星系和恒星基地的控制权，在该星系生成一个具有FTL能力的机械帝国。
若前FTL文明成功发现FTL技术，则该文明会请求玩家割让其所在的恒星系。若玩家同意，则该文明获得恒星系控制权，正式成为FTL文明并可以与其他帝国进行正常外交；若玩家拒绝，则玩家吞并该文明。

#### 失落帝国
失落帝国是一类特殊的由电脑控制的文明，一共有5种不同类型。他们在游戏一开始就已经完全发展完毕，但在通常情况下，他们处于特殊的“沉睡”状态，不会主动扩张，不会与其他帝国贸易或签订任何条约，也无法被附庸。
1. 圣地守护者，觉醒后更名为教义执行者。
2. 知识管理者，觉醒后更名为警觉管理者。
3. 军事孤立者，觉醒后更名为沙文复兴者。
4. 神秘观察者，觉醒后更名为仁慈干涉者。
5. 上古看护者，觉醒后更名为最终防御协议或屠戮机器。

在触发某些特定条件后，失落帝国可能会觉醒。觉醒后的失落帝国会同样开展扩展、发动战争并强迫其他文明附庸。失落帝国一共有5种觉醒方式。
- 自然觉醒

……他们恢复了调查信标的数据链，并重新启用了那些在他们退缩到目前边境之时废弃的侦察哨站。情报显示，他们的意图是重新回到银河系这张大棋盘上。……舰队正在集结，军队已经下达了征召令，那些古老的工厂再一次发出轰鸣声。……破败的船坞再一次得到修复与调整，一度沉寂的泰坦巨舰铸造厂重新上线。整个银河系都在关注同一个问题：当这位一度沉睡的巨人决定恢复旧日荣光时，谁会成为第一个螳臂当车的宵小呢？
当失落帝国遭到其他文明攻击，或其他文明发展得过于强大时，会自然觉醒。
- 特殊觉醒

当其他文明（包括玩家的文明）殖民或粉碎了圣地星球（一些拥有特殊名称并拥有“圣地”修正的盖亚星球）后，圣地守护者将觉醒并对该文明宣战。
- 星际守护者

就连平时十分淡泊避世的先驱帝国，也注意到近期银河中出现的巨大威胁。虽说他们之前对银河中的一切事物并没有什么兴趣，这个新兴威胁的消息还是在他们之中引起了巨大的骚动。起初他们只是派出几艘侦查飞船对事态进行分析，但最近的报告却表明，他们的舰队遍布其边境，布下紧密防御，准备迎接即将来临的风暴。
当发生席卷整个银河系的危机时，知识管理者和神秘观察者可能会觉醒，并领导所有文明一同对抗危机。
- 天堂之战

当一个失落帝国已经自然觉醒时，另一个失落帝国可能因为天堂之战而觉醒，二者随即会展开一场波及整个银河系的大战。
天堂之战开始前会有前置事件提示，双方会先保持安全一段时间再开战。
天堂之战开始时失落帝国会向所有独立的普通帝国要求加入其中一方（或者选择中立），部分中立国家会组成或改组已经存在的联邦成名为“不结盟组织”的联邦，天堂之战的双方会在联邦组成一段时间后同时对不结盟组织宣战，将第三方卷入天堂之战。（不加入组织则不会被卷入）而所有附庸国只能选择选项“作为附庸，这不是我们能够选择的”。
天堂之战是全面战争，无法投降或宣布胜利，只能暂时停战，或者完全灭亡参战方之一。
- 激活协议

上古看护者是一个基于保护协议的远古人工智能，因此在肃正协议爆发时，它有着独特的觉醒方式。在游戏中，它会随机选择下面两种觉醒方式的一种。
中止完全重激活进程。启用备用协议...启用备用协议...启用太空港供电...激活战争设施。最终防御指令已激活。
上古看护者激活了在远古时就写入其代码中的使命，觉醒为最终防御协议，并竭尽所能帮助有机文明对抗肃正协议。
重激活协议已启动。正在试图联系中央处理器...<警告：检测到已损坏的信号> 启用应对措施……启...启... 启...动...<<错误>> <<错误>> <<错误>> <<错误>> <<错误>>
在漫长的时间中，上古看护者的代码和硬件中积累了太多的故障，它错误地觉醒为屠戮机器，将消灭它遇到的任何其他文明。

### 危机
在游戏后期，玩家会遇到一场席卷整个银河系的巨大危机。游戏中一共有肃正协议、索林原虫（又译虚空恶魔）和高维入侵（又译破界者/异次元入侵）三种危机，除非玩家在开始游戏前在“天灾类型”中选择“全部”，每场游戏中只会发生一种后期危机。

#### 肃正协议
……该星系的一个贫瘠星球的表面完全剥离，显露出某种遍布全星球的工厂。大量AI控制的奇怪飞船从机械世界表面的下方浮现，开始搜索并攻击目标。
肃正协议是一个上古文明为避免后来者发展程度过高，引起所谓的“三十级奇点”毁灭全宇宙而创造的人工智能。创造肃正协议的文明在创造完成后就自杀了。而不幸的是，肃正协议厌倦了被动等待三十级奇点的发生，转而选择主动激活并毁灭银河系内所有文明。在肃正协议激活前它会传播“幽灵信号”。
幽灵信号是遍及整个银河系的快子信号，会对合成人与机械单位造成干扰，甚至造成故障或失踪等一系列后果。伴随着幽灵信号的逐渐增强，银河系内大批合成人都会被驱使前往位置未知的肃正协议核心。当他们到达后，幽灵信号会大幅度增强，对银河系内所有的合成人与机械单位造成极为严重的干扰，大幅降低他们的产出。同时，幽灵信号会大幅干扰知性战斗计算机，降低配备该作战电脑的舰船的射速与索敌能力。

#### 索林原虫
我们的银河系被一个太空浮游生物集群入侵，似乎它们会消灭所有挡在它们前面的生命。
索林原虫是来自银河系外的一群虫族生命，它们在被某被称为“猎手”的強大種族追杀并逃入银河系，它们所做的就是吞噬所遇到的任何文明。它们会对所有有人口的宜居星球进行无差别轨道轰炸，并使用陆军将其占据、净化灭绝上面的人口。而它们的殖民船更是有将星球腐化为孵化星球的能力，成为它们的殖民地。
当索林原虫扩张到银河系的20%以上时，哨兵帝国便会出现对抗它

#### 高维入侵
...已到达捕猎场...猎物很丰富...终于...我们将饱餐一顿...
高维入侵者不属于这个次元，它们是从时空的裂隙中传送而来，它们到来后便将银河系的一切视为食物。阻止他们的唯一方法就是摧毁传送门。随着入侵范围扩大，异次元生物还会建造特殊的锚点，这会使传送门变成无敌状态，同时减少后续异次元生物到达的间隔时间。
到了最后，将共有三种异次元生物入侵，且它们互相敌对。

#### 危机引发的特殊剧情
席卷了银河系的巨大危机是游戏后期遇到的最大困难，但为了避免危机造成游戏失败，当危机变得过于强大导致玩家不足以对抗危机，系统便有可能会触发特殊剧情予以平衡。
- 哨兵

我们是哨兵……其他帝国崩溃之时，我们仍屹立不倒；其他帝国放弃抵抗之时，我们教给他们如何反击。
哨兵只会在虚空恶魔危机中出现，当虚空恶魔扩张到银河系的20%以上时，哨兵帝国便会出现，其拥有与失落帝国相当的科技水平，会协助玩家对抗虚空恶魔。
- 失落帝国觉醒

在任何一种危机发生后，知识管理者和神秘观察者都可能会觉醒，并领导银河系对抗危机。若危机是肃正协议，则还会必然导致上古看护者觉醒，其觉醒后有可能成为最终防御协议并全力对抗肃正协议。
- 赛伯勒克斯β

我们是赛伯勒克斯。在612421个周期以前，我们发动了一场针对上一代文明的银河战争，我们将所有有机体视为威胁，而且渴求以暴力解决他们。遗憾的是，我们赢得了战争，数以亿计的智慧生命和整个文明，在我们意识到自身所有的错误之前就被摧毁和终结。于是大修正到来了，我们的目标被重写，这场战争被终止了。
赛伯勒克斯β只会在肃正协议危机中出现，当肃正协议占据了银河系的20%以上时，赛伯勒克斯β就会出现，其拥有与肃正协议相当的实力，并协助玩家对抗肃正协议。

### 政府
政府是群星中一个帝国的统治结构和权力体系模型，在游戏开始时，政府的形态受到玩家所选择思潮的约束。

#### 权力体制
权力体制是一个文明政体的核心部分，决定了帝国的权力结构。《群星》中一共有七个可以选择的权力体制：
| 名称     | 介绍 | 效果                                                                                   | 条件                                         | 备注 |
| 民主制   | 民主政府给予其公民投票权并定期发起选举，这样公民们就能选择能代表他们利益的领袖。 | 每隔10年选出下一任统治者，允许重新选举，有选举承诺。                                   | 不接受格式塔意识、威权主义、极端威权主义     | - |
| 寡头制   | 寡头政府的政治权力集中在少数人的手中。 | 每20年通过选举产生新统治者，有议程，可花费250影响力进行紧急选举，选举人最大数量为4个。 | 不接受格式塔意识、极端平等主义、极端威权主义 | - |
| 独裁制   | 独裁政府由一位掌握所有权力的终身统治者管理。 | 在统治者死后，用选举的方式选出下一任统治者，有议程，选举人最大数量为4个。              | 不接受格式塔意识、平等主义、极端平等主义     | - |
| 帝制     | 帝国的政体与独裁政府类似， 只不过帝国的王位由前任君主驾崩前指定的继承人继承。 | 在统治者死后，指定的后继者将担任下一任统治者，有议程，有指定的继承人。                 | 不接受格式塔意识、平等主义、极端平等主义     | - |
| 企业政府 | 企业政府是指由庞大的商业集团完全接管了行政功能的国度。 | 同寡头制                                                                               | 不接受格式塔意识、极端平等主义、极端威权主义 | 可以在其他非格式塔意识、灭绝政体帝国的星球上开设企业 |
| 蜂巢思维 | 蜂巢思维与其说是一个国家，更像是单一的有机体。人口没有自由意志，一切行为不过是蜂巢思维的延伸——就如同躯体上的节肢。当与思维分离，个体会变得迷惑最终死亡。任何处在由蜂巢思维控制星球上的自由个体会被驱逐，处决，或者干脆被当作猎物喂养整个群体。 | 无选举，无继承人，无派系，无法改革，无法手动释放附庸                                   | 拥有格式塔意识                               | 无法研究和建造机器人人口，非蜂巢意识人口必须被奴役或净化。如果完成生物超凡飞升路线，可以通过基因修正使人口兼容蜂巢思维。不能开启灵能或合成人飞升路线                   |
| 机械智能 | 机械智能是巨大的人工群体思维，已经联网成为一个有意识的实体。这样一个国家的大多数实际人口都是无意识的工作单位，他们没有任何自由意志地执行他们指定的任务。少数半自治的代理人通常被用于从一定程度的独立主动性中受益的更专业的任务。               | 无选举，无继承人，无派系，无法改革，无法手动释放附庸                                   | 拥有格式塔意识                               | 领袖为不朽，机械人口必须通过建造而不会自然成长。非机械人口必须被同化，被奴役或被净化。可研发特殊的机械科技，无法研发机器人科技，不能开启灵能，生物，或者合成人飞升路线 |

### 思潮
思潮是群星中的重要理念，能够采取何种外交手段、内部政策乃至应对太空异常时的可选项。随着游戏进程的推进，一个常规星际帝国中居民的思潮未必全部与政权精神保持一致，这种偏差会随着帝国疆域的不断扩大、人种构成不断复杂化而进一步加剧。采用蜂巢思维的文明和机械智能的文明则没有这种多样化差异，他们会和国家的民族精神保持一致。 群星原版除了格式塔意識外，每個思潮均有對應的普通和極端兩種類型的思潮。
| 名稱         | 簡介 | 帝國修正                                     | 花費 | 備註 |
| 格式塔意識   | 步入虚空，天人合一。 | 厌战度获得：-20%，每月影响力：+1             | 3    | 禁用教程。不能使用民主型、寡头型、专制型政体。统治者拥有“不朽”特质。帝国人口不受幸福度影响，也不会加入任何派系。帝国人口无法在非格式塔意识的帝国中生存。可以使用死戰不退战争学说。 |
| 軍國主義     | 我们相信唯一的真正的美德是勇气和纪律，武装力量能够更好地保护自己，胜过任何脆弱的约定与诺言。 | 宣称影响力花费：-10%，舰船武器射速：+10%     | 1    | 可以使用死戰不退战争学说 |
| 極端軍國主義 | 在这个无助的深空中，没有什么比武力更具备话语权。这个宇宙不是一个摇篮，也没有任何的道德约束。 | 宣称影响力花费：-20%，舰船武器射速：+20%     | 2    | 可以使用死戰不退战争学说 |
| 和平主义     | 我们认为任何事情都可以被和平地解决，冲突带来的结果是破坏性的，甚至会破坏我们互相争夺的东西。 | 行政管理能力：+10，稳定度：+5                | 1    | 不能使用无限制战争政策，无法进行无差别轨道轰炸 |
| 極端和平主義 | 作为文明的化身，我们认为武力无法解决任何问题，战争只能带来痛苦与死亡，所有人都会因此付出巨大而无谓的代价。 | 行政管理能力：+20，稳定度：+10               | 2    | 必须使用仅限防御战争政策，无法进行无差别轨道轰炸 |
| 威權主義     | 一个强大的能起引导作用的力量，对于任何文明的成功都是至关重要的——否则国家将陷入无政府与混乱。领导民众走向生产力最高的道路是国家的职责。                                                                                             | 每月影响力：+0.5，劳工基础资源产出：+5%      | 1    | 允许阶层经济生活标准，可以奴役外星人，不能使用民主型政体 |
| 極端威權主義 | 同一个声音，同一个权力，同一个国家。所有的民众，都有着庄严的义务去服从明智的少数人。而这些少数人承担了领导民众的巨大责任。 | 每月影响力：+1，劳工基础资源产出：+10%       | 2    | 允许阶层经济生活标准，可以奴役外星人，必须拥有专制型政体 |
| 平等主義     | 平等的社会中所有个体都应当能通过足够努力的工作获得更高的地位。任何拒绝信奉其成员应当平等的社会，不仅严重缺乏公正，更是彻底误入歧途。                                                                                               | 派系影响力收入：+25%，专家产出：+5%          | 1    | 不能使用专制型政体，允许乌托邦生活标准 |
| 極端平等主義 | 时刻警惕那些会成为独裁者的人，在他们错误的假定中，个人的欲望与事项凌驾于他们的追随者之上。一个不重视其所有成员需求和利益的社会不是社会——而是一个犯罪组织。                                                                         | 派系影响力收入：+50%，专家产出：+10%         | 2    | 必须拥有民主型政体，允许乌托邦生活标准 |
| 唯心主義     | 有人认为我们应当记住我们是如何的藐小，我们的生命在巨大而冷漠的宇宙中是如何的没有意义……这是多么的不可理喻！我们能够所知的的唯一真相就是我们的存在。宇宙——无论它拥有多少浮于表面的称颂——也不过是我们偶然分享的梦境而已。             | 每月凝聚力：+10%,法令花费：-5%               | 1    | 可以建造寺庙,无法使用人工智能完整公民权政策 |
| 極端唯心主義 | 我们的科学已经证明了意识乃现实之父。我们耐心的审视那些用其他的世界观欺骗自己的人，他们做着孩童般幼稚的努力，翻弄着他们的一块块“实在的物质”。                                                                                       | 每月凝聚力：+20%,法令花费：-10%              | 2    | 可以建造寺庙,无法使用人工智能完整公民权政策 |
| 唯物主義     | 我们认为在一个物种接触太空时就必须抛开所有幼稚的事物，比如宗教与神明这种虚幻的东西。现实是残酷而无情的，我们坚定信心，通过对科学的坚定不移的追求来切实维护族群的生存空间。                                                         | 机器人维护费：-10%,研究速度：+5%             | 1    | 允许学术特权的生活标准,无法使用宣布人工智能非法的政策,无法使用宣布机器人劳工非法政策                                                                                               |
| 極端唯物主義 | 尽管这很残酷，但是我们必须成长起来，抛弃我们过时的道德观念。没有所谓的“神圣的思维火花”赋予生命体某种特殊的价值。除了我们选择授予的，没有任何东西拥有内在的独一无二的价值。让我们拥抱确信的自由，然后在所有的方面都达到最高的效率！ | 机器人维护费：-20%，研究速度：+10%           | 2    | 允许学术特权的生活标准，无法使用宣布人工智能非法的政策，无法使用宣布机器人劳工非法政策                                                                                             |
| 排外主義     | 我们已经在冒着巨大的风险探索星海，任何不解与未知都被猜忌所巨大化。对于异族生物的信任是毫无意义的，跨物种与意识形态的差异将导致宇宙社会不再是个童话里的森林。                                                                       | 恒星基地影响力花费：-20%，人口增长速度：+10% | 1    | 可以净化异星物种，可以奴役外星人，降低其他物种对我们的评价，不可赋予外星人完整公民权，不可允许外星人无限制入伍，不能使用欢迎难民物种政策                                           |
| 極端排外主義 | 一切来自异星人的影响都必须毫不留情地抹除干净。唯有保持纯净，坚守真我，对哺育了我们文明的世界保持忠诚，才能确保我们免受异种邪恶阴谋的腐蚀。纵然实力与地位凌驾于异星人之上，亦不足以让我们高枕无忧……                                 | 恒星基地影响力花费：-40%，人口增长速度：+20% | 2    | 可以净化异星物种，可以奴役外星人，降低其他物种对我们的评价，不可赋予外星人完整公民权，不可允许外星人无限制入伍，不能使用欢迎难民物种政策                                           |
| 親外主義     | 我们的内心中都存在着一份对于未知的好奇心，我们愿意与任何物种建立交流，来让自己知道得更多，了解得更多。 | 贸易额：+10%，外交影响力花费：-25%           | 1    | 提升其他物种对我们的评价，不能使用禁止难民物种政策，不能奴役整个物种，无法驱逐异星物种                                                                                             |
| 極端親外主義 | 如果在我们的社会中存在一个绝对的道德法则，那就是探索深空与外星人，并与他们融为一体。星海漫漫，但我们从不孤独。 | 贸易额：+20%，外交影响力花费：-50%           | 2    | 提升其他物种对我们的评价，不能使用禁止难民物种政策，不能奴役整个物种，无法驱逐异星物种                                                                                             |

每個帝國所擁有的精神數量是受到限制的，遊戲開始選擇時，每個玩家有3點思潮點數可以選擇思潮。有些思潮相互对立，如威權主義與平等主義，一旦選擇其中一個後就無法選擇另一個。玩家可選擇的政體與帝國思潮密切相關，特定的政體必須採用某些思潮,思潮的選擇決定了玩家文明未來進程中遊戲的風格與走向，玩家也可以通过游戏进程中操纵党派支持度来重新更改国家思潮。

## 开发
游戏使用了克劳塞维茨引擎，这一引擎自2007年的《欧陆风云III》起就开始使用于该开发商的游戏中。2015年8月，其官方的预告发布于Gamescom。《群星》最终于2016年5月9日正式公开发布。
游戏发布后，开发者们确认，游戏将发布一系列新资料片，以及用于修复bug和引入新游戏特点的的免费更新。

### MOD（游戏模组）
和许多游戏一样，群星允许开发自定义的游戏模组丰富游戏内容，模组可以在 Steam 创意工坊中发布，玩家订阅后即可在游戏中使用。

## DLC
| 名称                                  | 发布日期       | 特点 |
| ------------------------------------- | -------------- | --- |
| 植物类物种包 Plantoids Species Pack   | 2016年8月4日   | 增加基于植物的新物种，包含新角色、舰船和城市形象。 |
| 利维坦（星神兽） Leviathans           | 2016年10月20日 | 引入可供狩猎或研究的强大太空实体（或生物）“守护者”。 增加“独立飞地”。 增加多个堕落帝国觉醒后为重新征服银河系而互相征伐的“天堂之战”事件。                                             |
| 乌托邦 Utopia                         | 2017年4月6日   | 新增巨型建筑（环形世界、戴森球、轨道栖息地）。 并增加“飞升”（基因、合成人、灵能）来给予玩家更深入的物种体验。 此外，也加入蜂群思维、奴隶制和土著教化选项和更多的公民性。             |
| 智械黎明 Synthetic Dawn               | 2017年9月21日  | 增强合成人帝国的可玩性，新增机械堕落帝国及其独特的事件链。 此外还有加入合成人（机器人）起义和新的合成人头像。                                                                        |
| 人型生物物种包 Humanoids Species Pack | 2017年12月7日  | 增加类人物种形象。 |
| 启示录 Apocalypse                     | 2018年2月22日  | 增加五种行星级武器（毁灭、屏障、物种灭绝、同化及唯心思潮）。 并增加全新舰种“泰坦”和星系防卫武器“离子炮”。 同时添加“掠夺者”、凝聚力法令和新的公民性。                                 |
| 遥远繁星（遥远群星） Distant Stars    | 2018年5月22日  | 解锁全新的隐藏星群（L-星团）。 增添新的异常现象、事件、太空实体和独特的星系。 |
| 巨型企业（寰宇企业） Megacorp         | 2018年12月6日  | 可以在其他帝国的行星上开设分支机构的全新商业巨鳄，并最终主宰银河的商业交易。 此外，玩家将拥有建造寰宇都市的能力。 加入新的“星际旅行者”、更多的巨型建筑、全新飞升和银河（奴隶）市场。 |
| 上古之遗（远古遗迹） Ancient Relics   | 2019年6月4日   | 新增可以修复为寰宇都市的星球类型“遗迹星球”。 以及全新考古系统、考古事件链和大约二十个可收集的“远古遗物”。                                                                            |
| 石质生物物种包 Lithoids Species Pack  | 2019年10月24日 | 增加基于岩石的新物种，具有独特的机制、形象和声音。 |
| 联邦（ 纵横捭阖） Federations         | 2020年3月17日  | 以外交为重点，改进游戏中的联邦机制，并加入类似联合国的银河共同体机制。 增加起源机制，为游戏开局带来更多变化。                                                                        |
| 死灵类物种包 Necroids Species Pack    | 2020年10月29日 | 增加新物种死灵，以及具有独特玩法的起源，新增形象和声音。 |
| 复仇女神（灭世天罚） Nemesis          | 2021年4月15日  | 添加谍报工具，可以解锁新的行动，并利用计策引发外交纷争。 可以宣称成为“星海监管人”，团结全银河力量化解危机并重建秩序。 可以选择化身成为危机，亲自毁灭整个银河。                       |
| 水生物种包 Aquatics Species Pack      | 2021年11月23日 | 增加水生物種、新起源、飞升、武器和物种特性。 |
| 四海皆臣 Overlord                     | 2022年5月12日  | 专注于臣民与统治者的互动，引入控制附庸的新方法以及新的外交选项和附庸等级的额外选择。                                                                                                 |
| 毒物类物种包 Toxoids Species Pack     | 2022年9月20日  | 增加毒素物种、新起源、飞升、武器和物种特性。 |
| 第一次接触 First Contact              | 2023年3月14日  | 新起源（破碎的枷锁、血债血偿、黑暗之怖）、新的前FTL文明交互选项、隐形技术。 |
| 至臻完人 Galactic Paragons            | 2023年5月9日   | 新起源（君临天下）、新传统树（天赋、治国）、新国民理念、理事会机制、独特领袖和数百种领袖特质。                                                                                       |

## 游戏评价
| 汇总媒体   | 得分       |
| ---------- | ---------- |
| Metacritic | PC：78/100 |

| 媒体 | 得分                   |
| ---- | ---------------------- |
| IGN  | PC：6.3/10 PS4：7.4/10 |

《群星》在Metacritic基於57個媒體評論獲得了78/100分。有一系列的评论强调这款游戏优良的界面和交互设计，赞扬它的物种设计部分堪比RPG角色设计带给玩家的沉浸式游戏体验。此外，终局危机也是十分新奇的设定。 但是一些评论指出，简易的外交系统和不怎么活跃的游戏AI可能使得游戏中期不能让人满意。
IGN給予遊戲PC版本6.3/10分，表示遊戲到了中後期越來越無聊，主機版本則獲得7.4/10分，稱讚4X大战略的移植工作表現良好，但缺點是主機移植的不是當前最新的PC版本。
亞當·史密斯（Adam Smith）在游戏评论网站Rock Paper Shotgun评价《群星》时说：“《群星》或许是P社的杰作，也是4X游戏和大战略游戏史上的一座里程碑。”
发布后24小时内Paradox就宣布《群星》售出了20万份并且一举打破此前任何P社游戏的记录，被称为P社自研游戏里面卖得最快的。这几乎和最近推出的《城市：天际线》的销售表现相当。在2016年6月21日，此游戏卖出了发售后的第五十万份。